# Kroenleinia grusonii
Pour les articles homonymes, voir Ballon d'or (homonymie).
Espèce
Kroenleinia grusonii est une espèce de la famille des Cactaceae. C'est l'une des espèces les plus connues de cactus.
Elle est dédiée à Hermann Gruson (1821-1895), cactophile allemand.
Elle est parfois appelée « belle-mère » ou « coussin de belle-mère » en raison de ses fortes épines.
En anglais, elle est surnommée Golden Barrel Cactus (= "Cactus tonneau d'or"), Golden ball (= "Ballon d'or"), ou Mother-in-Law's Cushion (="Coussin de belle-mère").

## Répartition
Kroenleinia grusonii est originaire des États de San Luis potosí et d'Hidalgo, dans le centre du Mexique.
Bien que de culture facile, elle est menacée dans son environnement naturel.

## Description

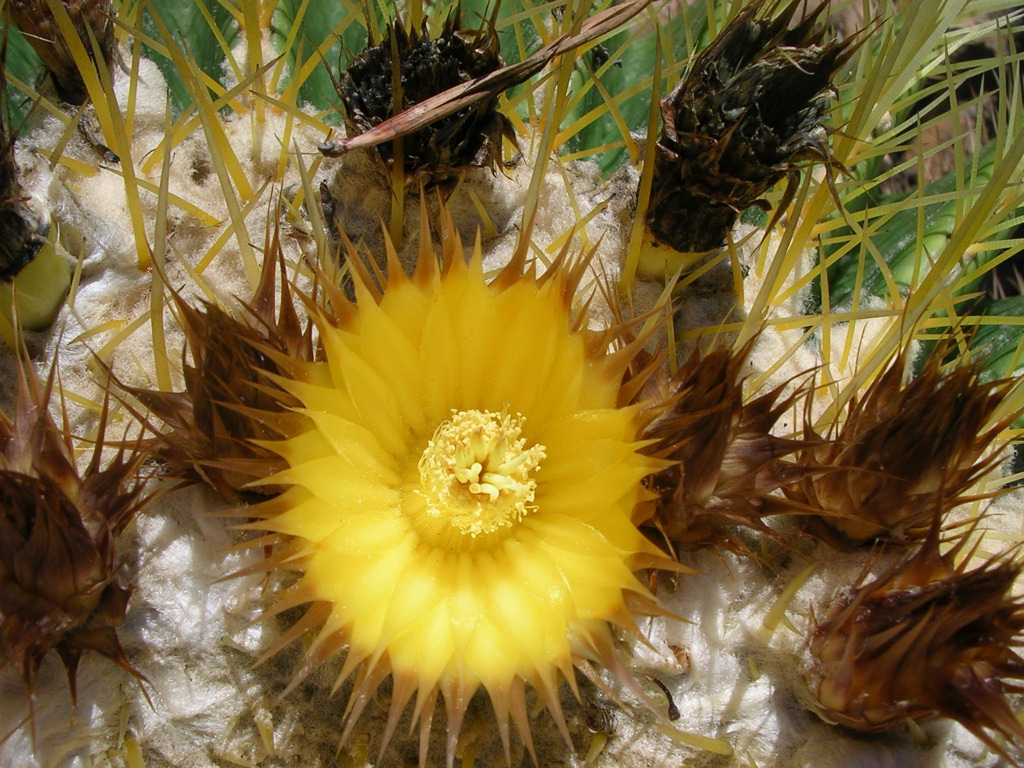
Spécimen en fleur.

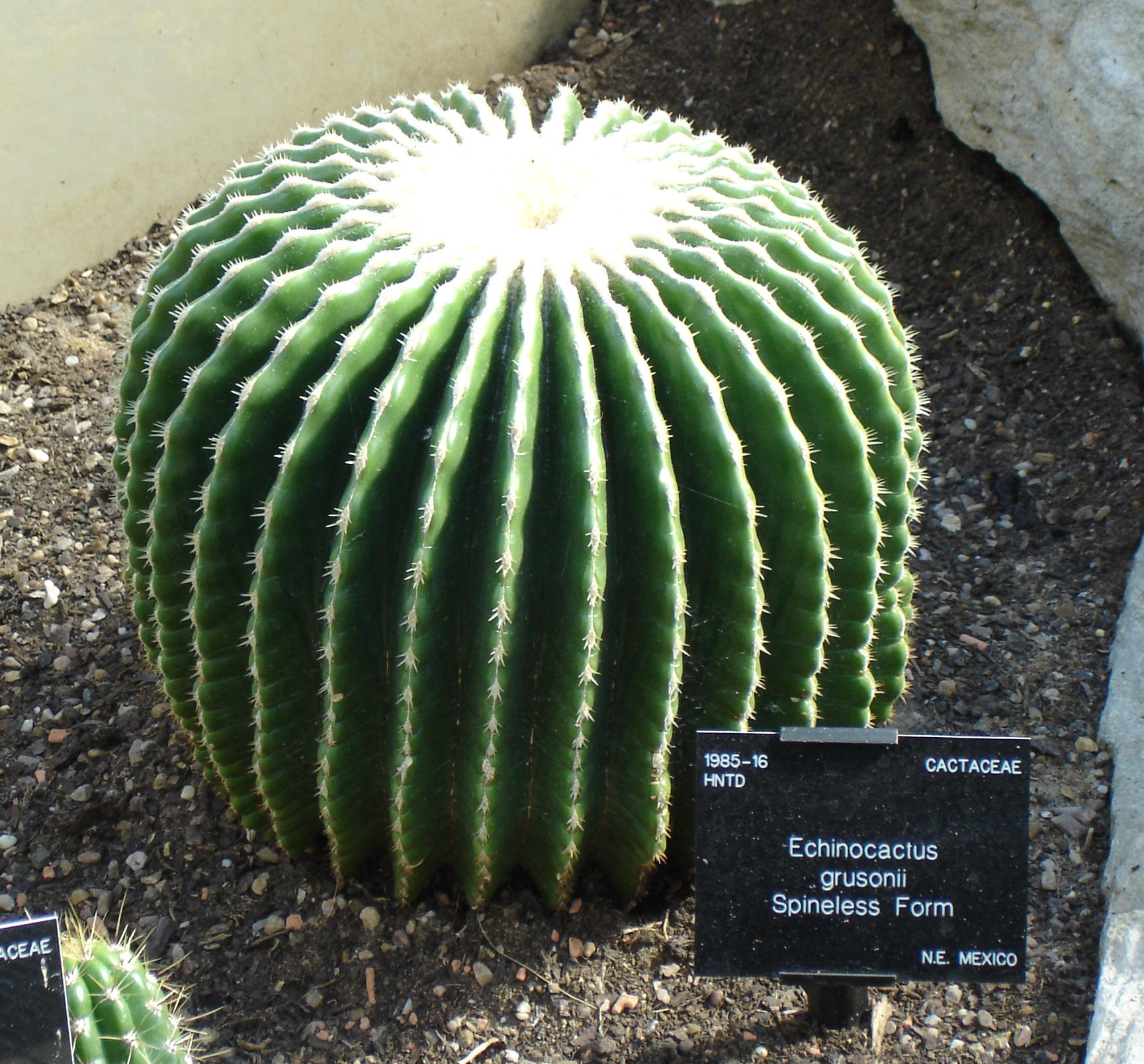
Forme sans épines de Kroenleinia grusonii.

De forme quasi sphérique, elle atteint 60 cm de diamètre, voire un mètre après de nombreuses années. Les sujets peuvent présenter jusqu'à 35 côtes sur les sujets adultes. Les épines sont fortes, longues, droites ou légèrement incurvées, dans des teintes jaunes ou parfois blanches. Mais il existe aussi des variétés sans épines.
Les jeunes sujets ont une apparence de bouton. Les petites fleurs jaunes apparaissent au sommet de la plante, mais seulement sur les sujets de plus de 20 ans.

## Culture

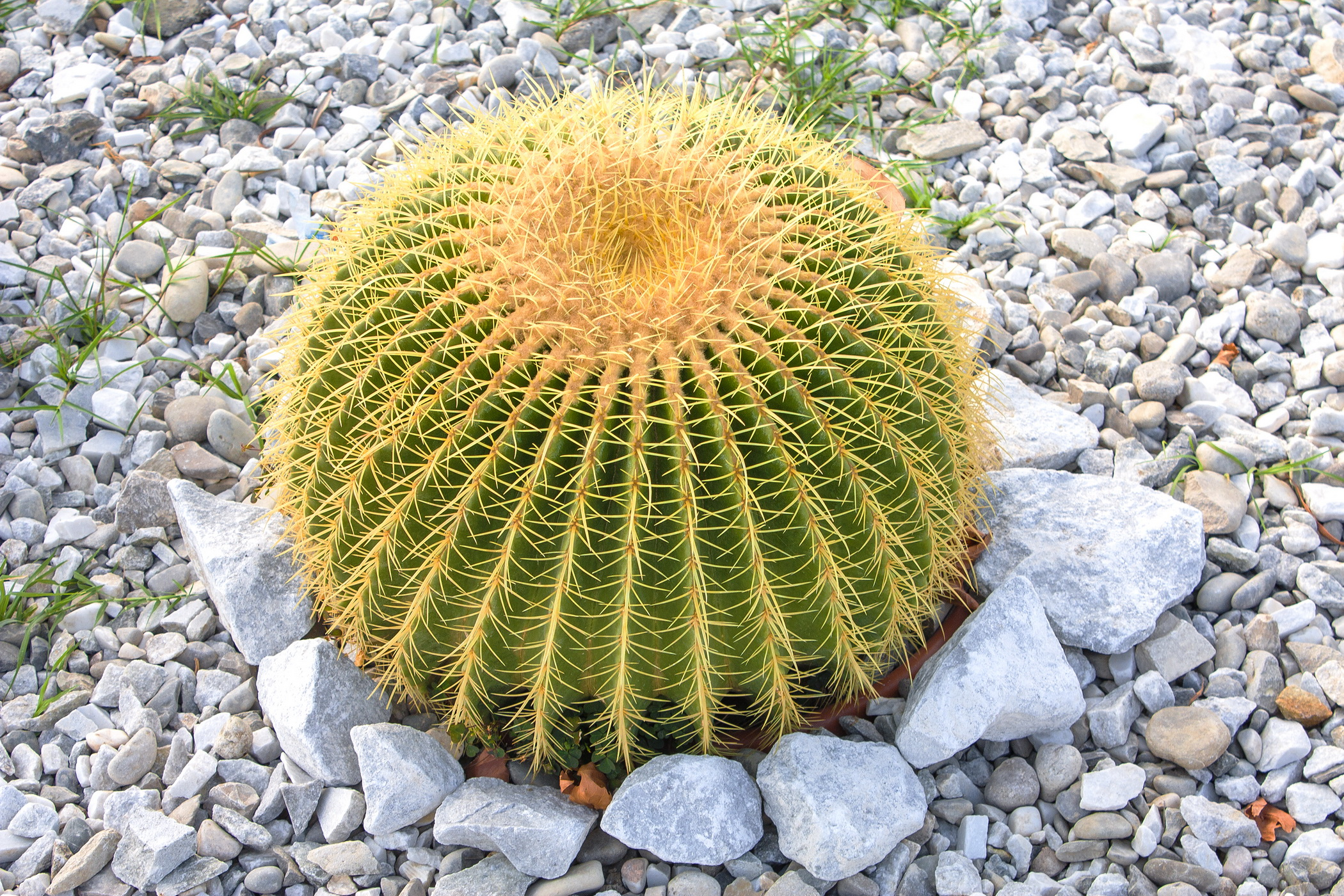
Kroenleinia grusonii en culture.

C'est une plante de culture facile et à croissance relativement rapide. Pour ces raisons, elle est commercialisée à plusieurs milliers d'exemplaires chaque année par les jardineries.
Elle demande une température hivernale minimum de 12 °C, bien drainée avec moins d'arrosage en hiver.

## Systématique
Le nom correct complet (avec auteur) de ce taxon est Kroenleinia grusonii (Hild. (d)) Lodé.
L'espèce a été initialement classée dans le genre Echinocactus sous le basionyme Echinocactus grusonii Hildm..
Kroenleinia grusonii a pour synonymes :
- Echinocactus corynacanthus Scheidw.
- Echinocactus galeottii Scheidw.
- Echinocactus grusonii var. albispinus Y.Itô
- Echinocactus grusonii var. horridus Y.Itô
- Echinocactus grusonii var. intertextus Y.Itô
- Echinocactus grusonii var. subinermis Y.Itô
- Echinocactus grusonii Hildm.
- Echinocereus grusonii var. azureus Von Zeisold
- Echinocereus grusonii (Hildm.) Von Zeisold
- Ferocactus grusonii (Hildm.) Guiggi